# 凤山街道 (珠海市)
凤山街道是中华人民共和国广东省珠海市香洲区下辖的一个街道办事处。辖区面积32.8平方公里，下辖9个社区，常住人口7.3万人，其中户籍人口4.2万人。

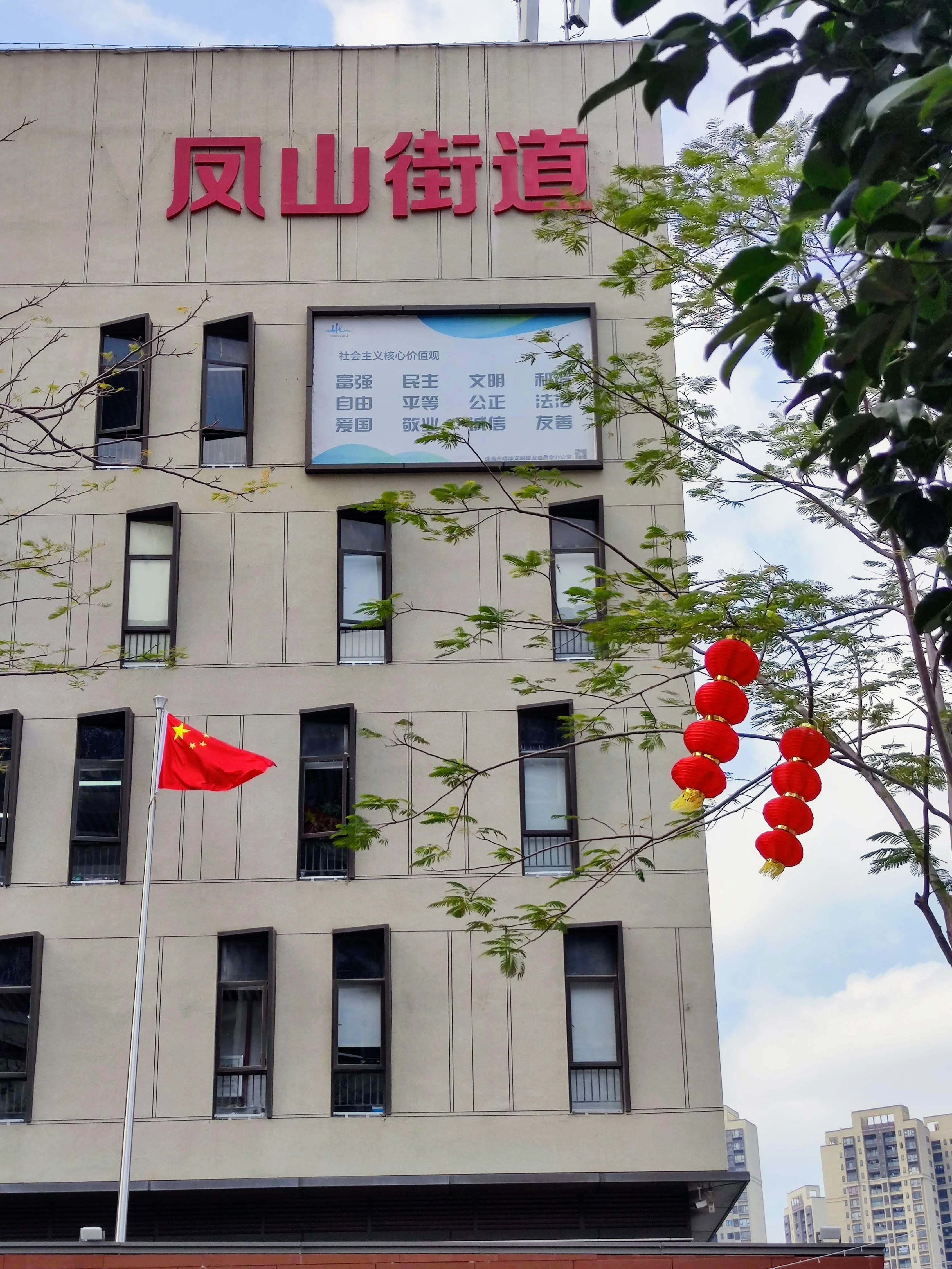
凤山街道办事处大楼

2020年6月22日，原前山街道辦24個社區中，長沙、南溪、春暉、紅荔、梅溪、福溪、瀝溪、界涌和東坑等9個社區居委會正式被劃入新設立的鳳山街道辦管轄範圍。

## 行政区划
凤山街道下辖以下村级行政区划单位：
沥溪社区、福溪社区、红荔社区、春晖社区、长沙社区、梅溪社区、东坑社区、南溪社区、界涌社区和新溪社区。